# 퍼블릭 스쿨 (영국)
퍼블릭 스쿨(public school)이란 수업료가 고액인 오랜 전통의 독립적 사립 중등교육기관을 이르며 주로 14세부터 19세의 학생을 대상으로 한다. 주로 잉글랜드 지방에 분포해있으며 원래는 남학생 기숙학교였으나 현대에는 등하교가 가능해졌고 부분적으로 혹은 완전히 남녀공학이 되었다. 종교, 직업, 거주지에 따라 입학에 일부 제한을 받지 않는다는 의미에서 "public"이라는 단어를 사용했다.

## 같이 보기
- 이튼 그룹
- 패깅
- 사립학교